# Mount Haddington
Mount Haddington ist ein 1630 m hoher Schildvulkan im Zentrum der James-Ross-Insel östlich der Nordspitze der Antarktischen Halbinsel.
Der britische Polarforscher James Clark Ross entdeckte den Berg am 31. Dezember 1842 im Zuge seiner Antarktisexpedition (1839–1843). Er benannte ihn nach Thomas Hamilton, 9. Earl of Haddington (1780–1858), damaliger Erster Lord der Admiralität.